# William Ormsby-Gore (2e baron Harlech)
Pour les articles homonymes, voir William Ormsby-Gore.
William Richard Ormsby-Gore, 2e baron Harlech (3 mars 1819-26 juin 1904), est un pair anglo-irlandais et membre du Parlement.

## Biographie
Lord Harlech est le plus jeune fils de William Ormsby-Gore (1779-1860) (en) et de Mary Jane Ormsby. Il fait ses études au Collège d'Eton et devient Enseigne dans le 53rd Foot. Il est lieutenant en 1839 et passe au 13th Light Dragoons en 1841, achetant une capitainerie en 1846 et une place de major en 1852.
Aux élections générales de 1841 Ormsby-Gore est élu sans opposition comme député du Parti conservateur pour le comté de Sligo. Aux élections générales de 1852, il est battu par un candidat libéral à tendance nationaliste. Il est réélu lors d'une élection partielle le 17 mai 1858 en tant que député de Leitrim, siège qu'il occupe jusqu'en 1876.
Ormsby-Gore achète un domaine à Derrycarne près de Dromod dans le comté de Leitrim et devient haut shérif du comté pour 1857 et est nommé Lord Lieutenant de Leitrim en 1878, poste qu'il occupe jusqu'à sa mort.
Le 14 janvier 1876, le frère aîné d'Ormsby-Gore, John, est créé baron Harlech. Comme il n'avait pas de fils la pairie est créée avec un reste spécial à son frère cadet, ce qui signifie qu'il est fait héritier présomptif de la pairie si le premier baron meurt sans héritiers masculins légitimes. Le premier baron meurt le 15 juin 1876 et Ormsby-Gore devient le second baron Harlech.
Harlech est nommé par le Lord Lieutenant de Shropshire pour être lieutenant adjoint du comté le 22 février 1882.

## Mariage et enfants
Lord Harlech épouse Emily Charlotte Seymour, fille de l'amiral George Seymour et sœur de Francis Seymour (5e marquis d'Hertford), en 1850. Ils ont six enfants: 
- Mary Georgina Ormsby-Gore (née en 1851, décédée le 28 août 1937), épouse en 1878 le colonel Alfred Mordaunt Egerton, (un descendant de John Egerton (2e comte de Bridgewater)). Elle est la dame d'honneur de la duchesse de Connaught et de la princesse Patricia de Connaught[4]
- William Seymour Ormsby-Gore (né le 27 décembre 1852, décédé en mai 1853)
- George Ormsby-Gore (3e baron Harlech) (né le 21 janvier 1855, décédé le 8 mai 1938)
- Henry Arthur Ormsby-Gore (né le 18 mars 1857, décédé le 12 mars 1921)
- Emily Ormsby-Gore (née en 1859, décédée le 12 juillet 1929), épouse en 1886 Hugh Fortescue (4e comte Fortescue) et est la mère de Hugh Fortescue (5e comte Fortescue) et Denzil Fortescue, 6e comte Fortescue [5]
- Seymour Fitzroy Ormsby-Gore, (né le 18 janvier 1863, décédé le 10 novembre 1950), célibataire, député conservateur de Gainsborough entre 1900 et 1906[6]

Lord Harlech meurt le 26 juin 1904, âgé de 85 ans, et est remplacé dans la baronnie par son fils aîné George.